# Wii Based
Le Wii Based est un système de jeux vidéo pour borne d'arcade, créé par la société Capcom en 2008.

## Description
Le Wii Based est un système d'arcade développé par Capcom. Sa sortie est effective depuis décembre 2008 dans les salles d'arcade au Japon,. Comme l'indique son nom, il est basé sur l'architecture de la Wii de Nintendo. L'utilisation d'une console de salon comme hardware de base réduit les coûts de développement et de production pour Capcom, qui ne produit plus ses propres systèmes d'arcade depuis son CP System III.

## Spécifications techniques

### Processeur
IBM PowerPC Broadway CPU à 729 MHz
- 90 nm Process
- 32-bit Integer
- 64-bit Floating-Point (or 2 x 32-bit SIMD)
- 64 KB L1 Cache (32 KB Instruction + 32 KB Data)
- 256 KB L2 Cache
- 2.9 GFLOPS

### Graphique et son
ATI Hollywood à 243 MHz
- 90 nm Process
- Napa: Graphics Processor with 3 MB Embedded Memory
- Vegas: Audio DSP and 24 MB 1T-SRAM
- Starlet: ARM9 Processor (I/O, Communication, Security)

### Autre
- Processeur Bus externe : 64 bit, 243 MHz, 1,9 gigaoctets par seconde
- Mémoire : 24 mégaoctets MoSys 1T-SRAM, 64 mégaoctets GDDR3 DRAM

## Liste des jeux
| Titre                                            | Développeur | Editeur | Genre         | Année |
| ------------------------------------------------ | ----------- | ------- | ------------- | ----- |
| Tatsunoko vs. Capcom: Cross Generation of Heroes | Eighting    | Capcom  | Combat        | 2008  |
| New Super Mario Bros. Wii World Coins            | Nintendo    | Capcom  | Pousse pièces | 2011  |